# Molaire concentratie
De molaire concentratie, molariteit (verouderd) of (stof)hoeveelheidsconcentratie (IUPAC-naam) of kortweg concentratie is een een van de meest courante grootheden die de sterkte van een oplossing uitdrukt. Ze wordt gedefinieerd als de hoeveelheid opgeloste stof (n) per volume oplossing (V).
{\displaystyle c_{\mathrm {B} }={\frac {n_{\mathrm {B} }}{V}}}
Deze grootheid heeft als symbool {\displaystyle c_{\mathrm {B} }}, {\displaystyle c(\mathrm {B} )} of {\displaystyle [\mathrm {B} ]}, waarbij B de opgeloste stof voorstelt. Beide notaties, met c en met rechte haken, worden frequent gebruikt, en kunnen op een verschillende betekenis wijzen (zie onder: analytische vs actuele concentratie). 
De SI-eenheid is van hoeveelheidsconcentratie is mol m−3 , maar eenheden als mol L−1 en mmol L−1 zijn zeer gebruikelijk in de scheikunde. De eenheid molair (M), die overeenkomt met 1 mol L−1, is geen SI-eenheid, maar wordt nog gebruikt in de praktijk.
De benamingen molaire concentratie en molariteit zijn afgeleid van de naam van de laatstgenoemde eenheid. IUPAC streeft naar onafhankelijke namen van grootheden en eenheden, en geeft daarom de voorkeur aan stofhoeveelheidsconcentratie. De benaming concentratie is aanvaardbaar in een context waar er geen verwarring mogelijk is met andere concentratiegrootheden.

## Analytische en actuele concentratie
Er zijn twee soorten molaire concentraties te onderscheiden, namelijk de analytische of formele concentratie (symbool: cA of c(A)) en de actuele concentratie (symbool: [A]). De analytische concentratie geeft de totale hoeveelheid stof van de opgeloste stof per volume-eenheid oplossing weer.
De actuele concentratie is de concentratie van de deeltjes die zich daadwerkelijk in de oplossing bevinden.
Ter verduidelijking een voorbeeld: als NaCl (natriumchloride) opgelost wordt in water, splitst de stof zich in natriumionen (Na+) en chloride-ionen (Cl−). Als 1 mol NaCl wordt opgelost in water en wordt aangevuld tot een totaal volume van 1 liter, dan is de analytische concentratie van NaCl gelijk aan 1 mol/L (cNaCl = 1 mol/L), maar de actuele concentratie van NaCl(-moleculen) is gelijk aan 0 mol per liter ([NaCl] = 0 mol/L). Er bevinden zich namelijk geen NaCl-moleculen als dusdanig in het water, omdat NaCl volledig splitst in ionen. De actuele concentratie van natriumionen (en van chloride-ionen) is wel gelijk aan 1 mol/L ([Na+] = [Cl−] = 1 mol/L).

## Beperkingen van de molariteit
De molariteit wordt bijzonder veel gebruikt als concentratiemaat, met name van verdunde oplossingen bij kamertemperatuur. Dat is namelijk waar men in de analytische chemie meestal mee werkt. De IUPAC is zelfs zover gegaan het woord 'concentratie' gelijk te stellen aan 'molariteit'.
Voor meer geconcentreerde systemen is deze maat echter ongeschikt. Een goed voorbeeld is een mengsel van 1 mol water en 1 mol ethanol. Het zou in dit geval niet duidelijk zijn wat precies de opgeloste stof is en wat het oplosmiddel. Bovendien zijn bij hoge concentraties de volumes niet noodzakelijkerwijs additief. De som van het volume van 1 mol water en 1 mol pure alcohol is niet gelijk aan het volume van het mengsel van de twee. Omdat molariteit een maat is die afhangt van het volume geeft dit moeilijkheden bij berekeningen, en zijn andere concentratiematen zoals de molaliteit of de molfractie misschien te verkiezen.
De afhankelijkheid van het volume van de molaire concentratie houdt onder andere ook in dat een temperatuurverandering een verandering in de molariteit ten gevolge heeft. Immers de oplossing zet uit: het volume verandert, ook al veranderen de hoeveelheden in het geheel niet. Wanneer men dus werkt bij sterk verschillende temperaturen kiest men liever een concentratiemaat die deze eigenschap niet heeft.

## Molariteit versus molaliteit
De molariteit wordt wegens de gelijkaardige naam gemakkelijk verward met de molaliteit, welke gedefinieerd is als de hoeveelheid opgeloste stof (n) per massa oplosmiddel (vaak de massa water).
{\displaystyle b_{\mathrm {B} }={\frac {n_{\mathrm {B} }}{m_{\mathrm {A} }}}}
Het aanmaken van een oplossing met een bepaalde molaliteit gebruikt men alleen een weegschaal. Volumetrisch glaswerk is niet nodig: het oplosmiddel wordt gewogen.
De molaliteit is bij lage concentraties gelijk aan de molaire concentratie gedeeld door de massadichtheid van het oplosmiddel:
{\displaystyle b_{\mathrm {B} }\approx {\frac {[\mathrm {B} ]}{\rho _{\mathrm {A} }}}}
Bij hogere concentraties moet de dichtheid van de oplossing echter gekend zijn om de omrekening te kunnen maken, omdat de molariteit op het totale volume van de oplossing (dit is oplosmiddel en opgeloste stof) gebaseerd is.
Voor een verdunde waterige oplossing bij kamertemperatuur is de getalwaarde van de concentratie in mol/L vrijwel gelijk aan de molaliteit in mol/kg omdat een liter water een massa van (ongeveer) 1 kg heeft en het volume weinig verandert door toevoeging van kleine hoeveelheden opgeloste stof. Bij andere oplosmiddelen, andere temperaturen en hoge concentraties zijn de twee maten niet identiek. 
Molaliteiten zijn onafhankelijk van de temperatuur, concentraties zijn dat niet omdat de oplossing uitzet. Bij hoge concentraties is volume ook niet langer een additieve grootheid. Bij menging kan volumecontractie of -expansie optreden. Wanneer een groot bereik in concentratie en temperatuur vereist is, bijvoorbeeld bij het samenstellen van een fasediagram is het daarom beter met een grootheid te werken die niet op volume gebaseerd is, zoals molaliteit of molfractie.

## Conversie

### Massaconcentratie
{\displaystyle \rho _{\mathrm {B} }=c_{\mathrm {B} }\cdot M_{\mathrm {B} }}
met M de molaire massa van de opgeloste stof B.

### Massafractie
{\displaystyle w_{\mathrm {B} }={\frac {c_{\mathrm {B} }\cdot M_{\mathrm {B} }}{\rho }}}
met ρ de massadichtheid van de oplossing.

### Molfractie
{\displaystyle x_{\mathrm {B} }={\frac {c_{\mathrm {B} }}{\sum c_{\mathrm {i} }}}}
waarbij de som in de noemer loopt over alle stoffen in het mengsel, inclusief het oplosmiddel.

### Molaliteit
{\displaystyle b_{\mathrm {B} }={\frac {c_{\mathrm {B} }}{\rho -\sum _{i\neq A}c_{\mathrm {i} }M_{\mathrm {i} }}}}
waarbij de som in de noemer loopt over alle opgeloste stoffen in het mengsel behalve het oplosmiddel A.